# Trullion: Sterrenwereld 2262
Trullion: Sterrenwereld 2262 of Trullion: Alastor 2262 (Engels: Trullion: Alastor 2262) is een sciencefictionroman uit 1973 van de Amerikaanse schrijver Jack Vance. Het is het eerste boek van de Alastor-reeks.

## Verhaal
Het boek speelt zich af in de Alastorzwerm: een klein sterrenstelsel met 3000 bewoonde planeten dat doorgaans niet tot de Gaeaanse Zwerm wordt gerekend. Wel wordt er, evenals in de Zwerm, de ozol (het equivalent van 1 uur ongeschoolde arbeid) gebruikt als munteenheid. Hoewel elke planeet redelijk autonoom is, bestaat er een centrale overheid op de planeet Numenes. Staatshoofd is de Connatic en de militaire ordedienst heet de Whelm.
Trullion 2262 van de Alastor Groep is een prachtige waterwereld met moerassen en nevelen, en  idyllische eilanden in een paradijs van ongeëvenaarde schoonheid. De planeet heeft een overvloed aan vruchten en de rijkdom van de oceanen ter beschikking van iedereen. De Trill zijn een sentimenteel, gemakkelijk levend ras. Ze hebben echter een machtige drang tot gokken die hen ertoe aanzet alles in te zetten - huis, vrienden, gezin, zelfs het leven - op de ploegen die elkaar bestrijden op de velden van het waterdambord.